# Géographie du Puy-de-Dôme
Pour un article plus général, voir Puy-de-Dôme.
Pays de montagnes taillé dans la roche, le Puy-de-Dôme peut être divisé en cinq régions naturelles :
On trouve d'abord la chaîne des Puys comprenant le puy de Dôme (1 465 m), celle des monts Dore qui possède le point culminant du département avec le puy de Sancy (1 885 m) et la coupole volcanique du Cézallier, culminant au signal du Luguet (1 547 m). Cette chaîne se prolonge au nord en la zone plus vallonnée de Combrailles.
Sur une grande partie nord-est du département se trouve la plaine de Limagne, située entre Clermont-Ferrand et Thiers.
Elle est limitée à l'est par les monts du Forez, qui séparent le Puy-de-Dôme du département de la Loire.
Le centre du département, la plaine de Limagne, vallée de l'Allier et de ses affluents, constitue un fossé tectonique où alternent, d'ouest en est, coteaux calcaires et volcaniques avec la plaine marneuse puis sableuse. C’est la région la plus riche du pays.
Enfin, à l’est on trouve les massifs granitiques du Livradois, culminant aux Bois Noirs (1 215 m), et des monts du Forez, culminant à Pierre-sur-Haute (1 631 m).
Le système hydrographique du département est tributaire de la Loire par l’Allier et ses affluents, et de la Dordogne qui prend sa source dans le département.
Le climat est tempéré en plaine, très rigoureux en montagne avec des précipitations qui varient en fonction de l’altitude (de 500 à plus de 2 000 mm par an).

Paysages du Puy-de-Dôme :
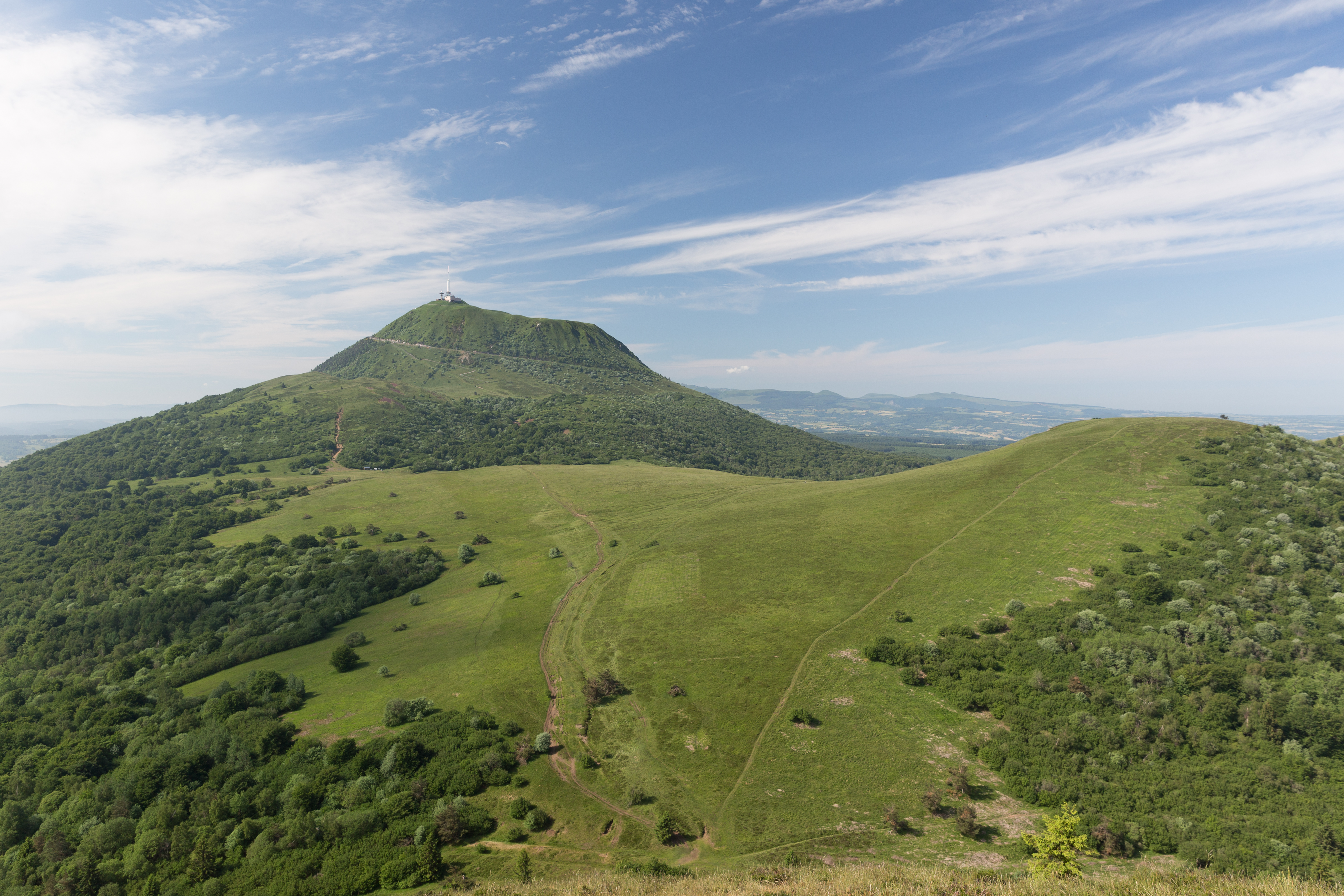
Le puy de Dôme, depuis le puy Pariou au centre du département.
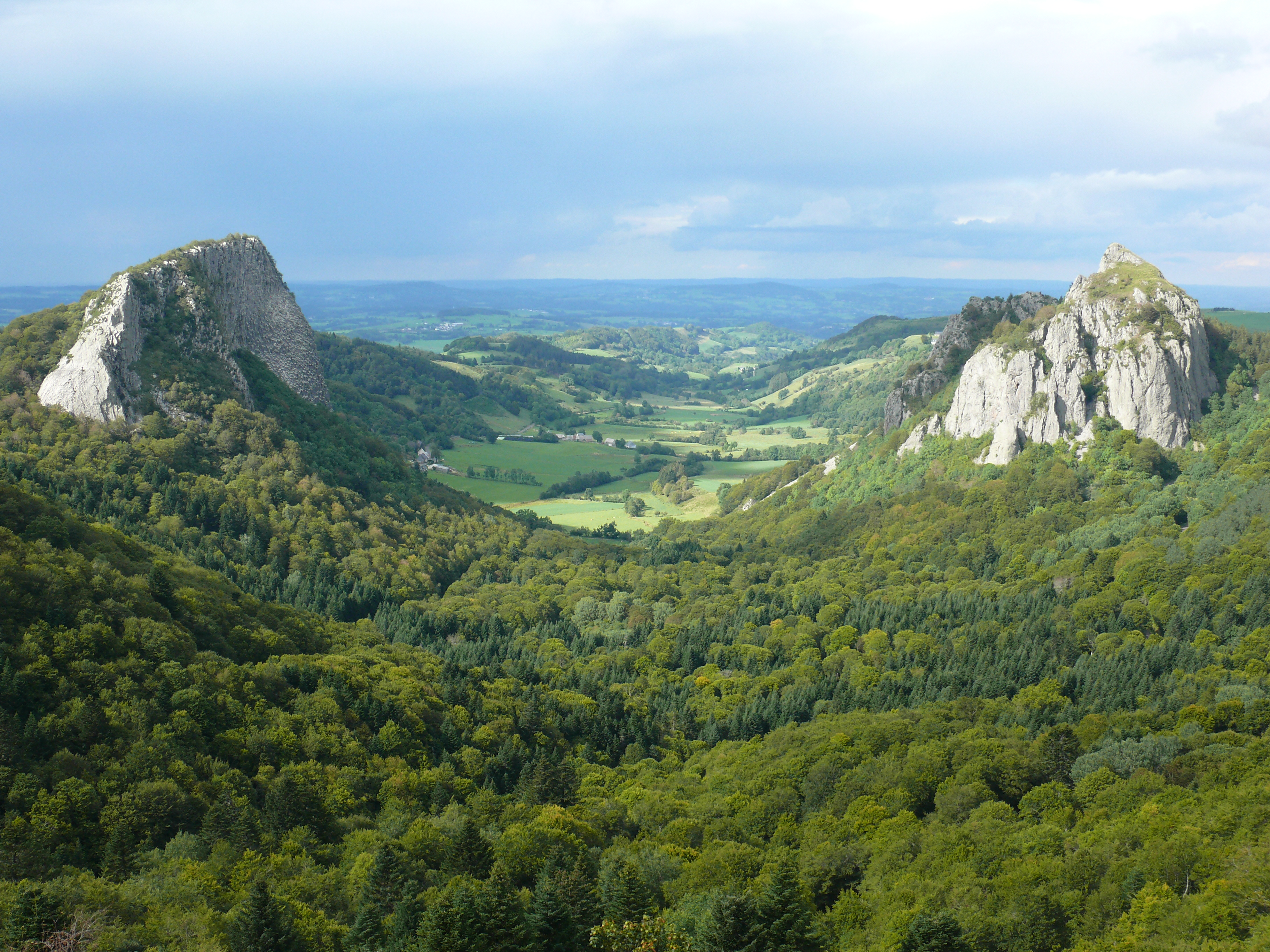
Les roches Tuilière et Sanadoire, dans les monts Dore, au centre-ouest.
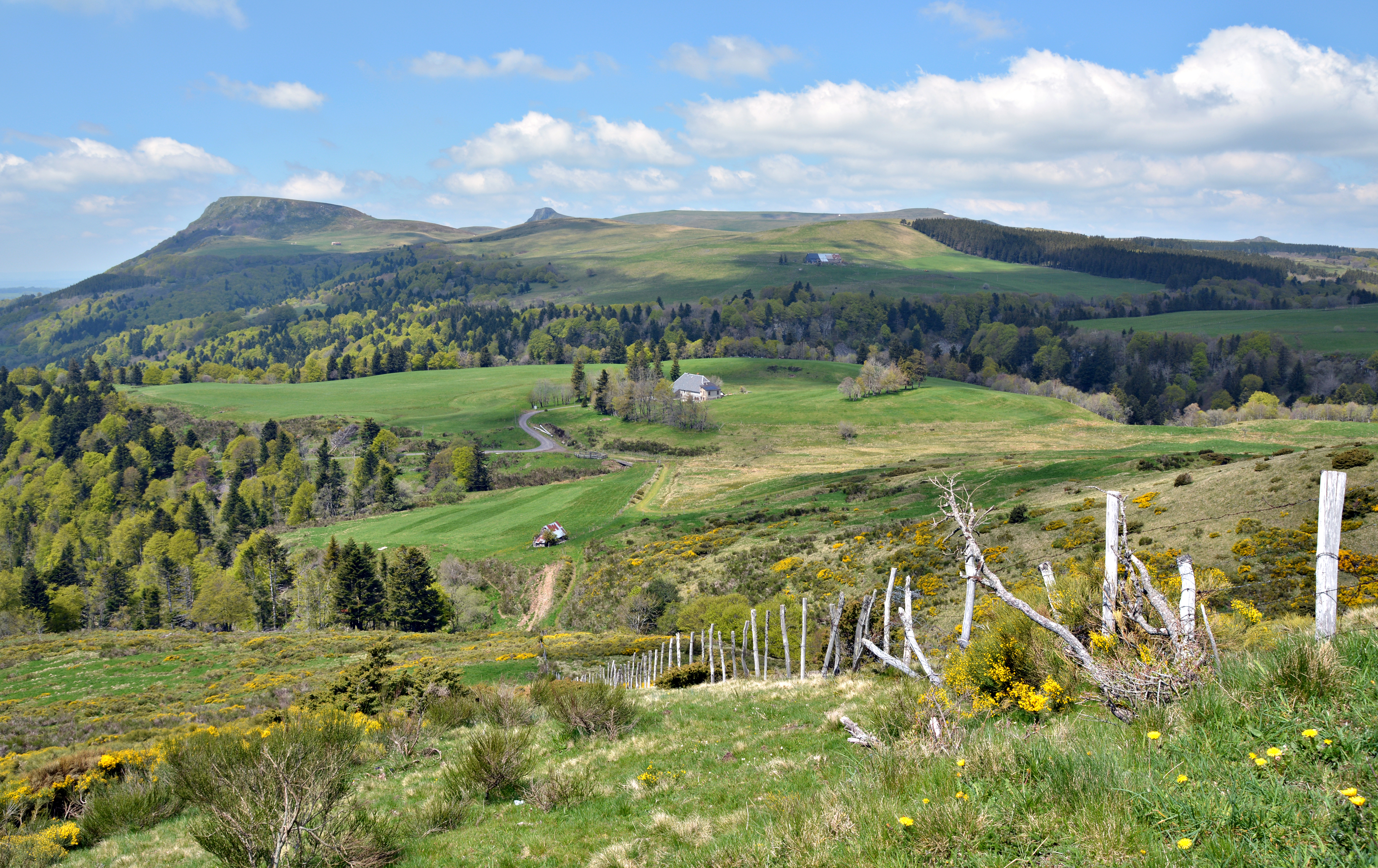
Vers le col de la Croix-Morand, au sud-ouest.
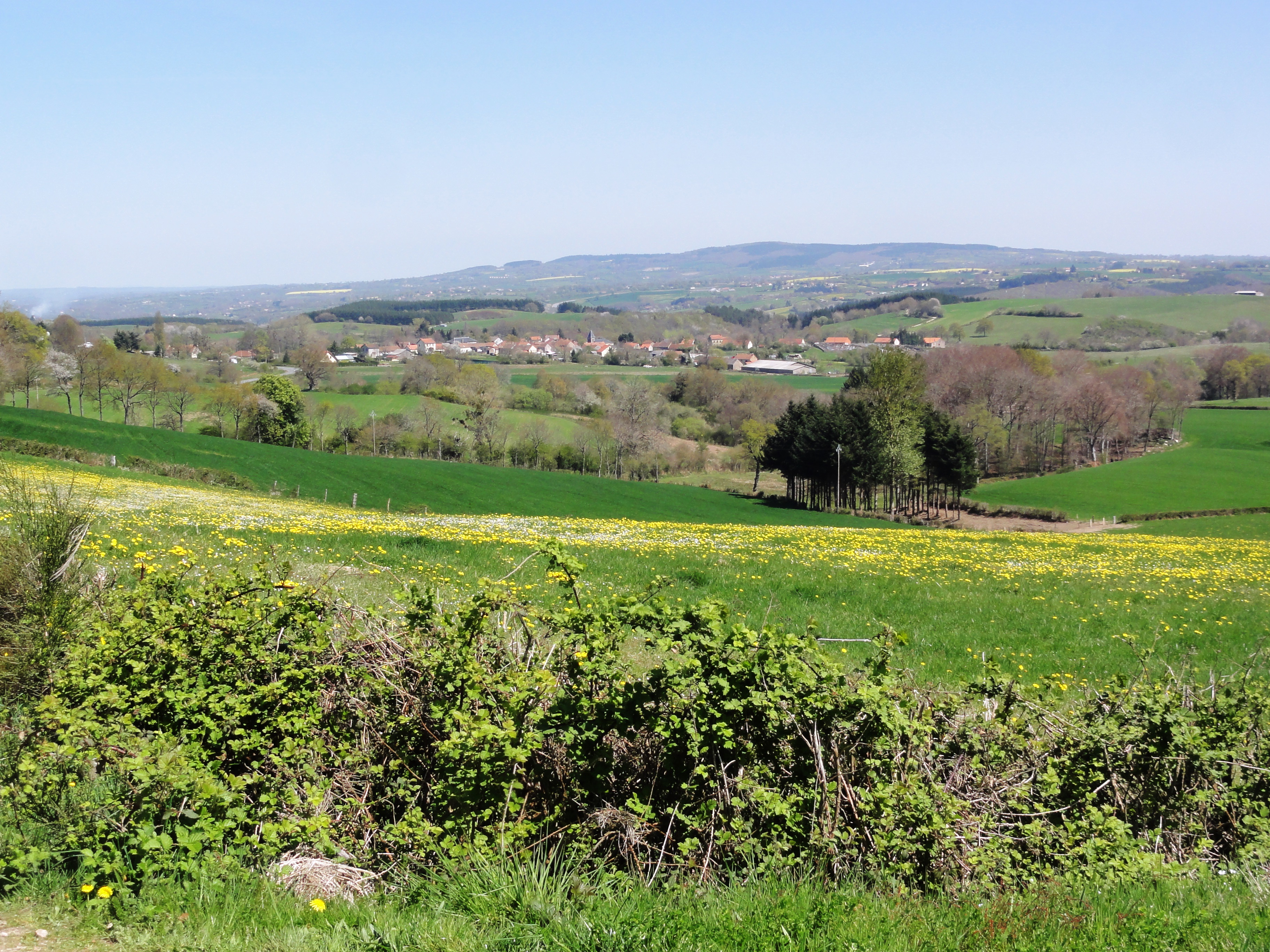
Youx, au nord-ouest.

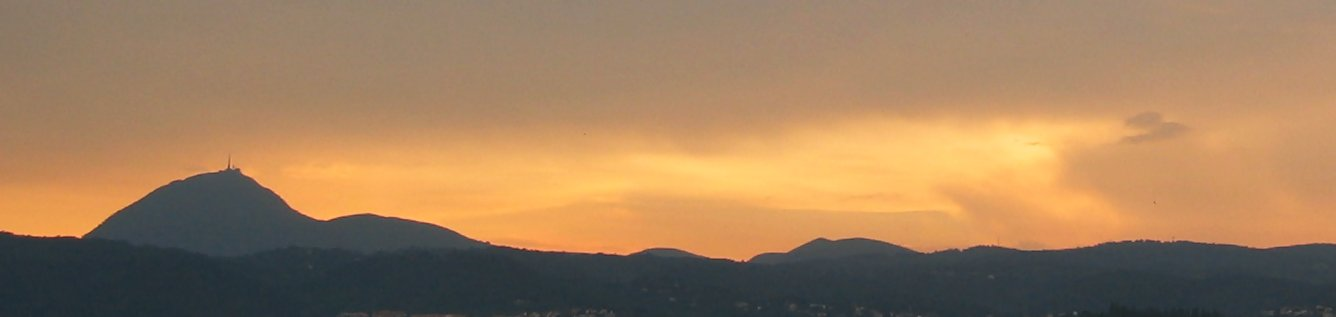
Coucher de soleil derrière le puy de Dôme (à gauche).